# Liprak Kidul
Liprak Kidul is een bestuurslaag in het regentschap Probolinggo van de provincie Oost-Java, Indonesië. Liprak Kidul telt 5723 inwoners (volkstelling 2010).